# Матч за звання чемпіона світу із шахів 1990
Матч за звання чемпіона світу з шахів був проведений у Нью-Йорку та Ліоні з 12 жовтня по 18 грудня 1990 року. Чинний чемпіон Гаррі Каспаров переміг претендента Анатолія Карпова, переможця матчів претендентів 1989 року з рахунком 12½ — 11½ і, захистив титул чемпіона світу.
|   | a | b | c | d | e | f | g | h |   |
| 8 | d8 білий король · g8 чорний король · c7 біла тура · d6 білий слон · g6 чорний пішак · g5 білий пішак · h5 чорний кінь · b1 чорний слон | d8 білий король · g8 чорний король · c7 біла тура · d6 білий слон · g6 чорний пішак · g5 білий пішак · h5 чорний кінь · b1 чорний слон | d8 білий король · g8 чорний король · c7 біла тура · d6 білий слон · g6 чорний пішак · g5 білий пішак · h5 чорний кінь · b1 чорний слон | d8 білий король · g8 чорний король · c7 біла тура · d6 білий слон · g6 чорний пішак · g5 білий пішак · h5 чорний кінь · b1 чорний слон | d8 білий король · g8 чорний король · c7 біла тура · d6 білий слон · g6 чорний пішак · g5 білий пішак · h5 чорний кінь · b1 чорний слон | d8 білий король · g8 чорний король · c7 біла тура · d6 білий слон · g6 чорний пішак · g5 білий пішак · h5 чорний кінь · b1 чорний слон | d8 білий король · g8 чорний король · c7 біла тура · d6 білий слон · g6 чорний пішак · g5 білий пішак · h5 чорний кінь · b1 чорний слон | d8 білий король · g8 чорний король · c7 біла тура · d6 білий слон · g6 чорний пішак · g5 білий пішак · h5 чорний кінь · b1 чорний слон | 8 |
| 7 | d8 білий король · g8 чорний король · c7 біла тура · d6 білий слон · g6 чорний пішак · g5 білий пішак · h5 чорний кінь · b1 чорний слон | d8 білий король · g8 чорний король · c7 біла тура · d6 білий слон · g6 чорний пішак · g5 білий пішак · h5 чорний кінь · b1 чорний слон | d8 білий король · g8 чорний король · c7 біла тура · d6 білий слон · g6 чорний пішак · g5 білий пішак · h5 чорний кінь · b1 чорний слон | d8 білий король · g8 чорний король · c7 біла тура · d6 білий слон · g6 чорний пішак · g5 білий пішак · h5 чорний кінь · b1 чорний слон | d8 білий король · g8 чорний король · c7 біла тура · d6 білий слон · g6 чорний пішак · g5 білий пішак · h5 чорний кінь · b1 чорний слон | d8 білий король · g8 чорний король · c7 біла тура · d6 білий слон · g6 чорний пішак · g5 білий пішак · h5 чорний кінь · b1 чорний слон | d8 білий король · g8 чорний король · c7 біла тура · d6 білий слон · g6 чорний пішак · g5 білий пішак · h5 чорний кінь · b1 чорний слон | d8 білий король · g8 чорний король · c7 біла тура · d6 білий слон · g6 чорний пішак · g5 білий пішак · h5 чорний кінь · b1 чорний слон | 7 |
| 6 | d8 білий король · g8 чорний король · c7 біла тура · d6 білий слон · g6 чорний пішак · g5 білий пішак · h5 чорний кінь · b1 чорний слон | d8 білий король · g8 чорний король · c7 біла тура · d6 білий слон · g6 чорний пішак · g5 білий пішак · h5 чорний кінь · b1 чорний слон | d8 білий король · g8 чорний король · c7 біла тура · d6 білий слон · g6 чорний пішак · g5 білий пішак · h5 чорний кінь · b1 чорний слон | d8 білий король · g8 чорний король · c7 біла тура · d6 білий слон · g6 чорний пішак · g5 білий пішак · h5 чорний кінь · b1 чорний слон | d8 білий король · g8 чорний король · c7 біла тура · d6 білий слон · g6 чорний пішак · g5 білий пішак · h5 чорний кінь · b1 чорний слон | d8 білий король · g8 чорний король · c7 біла тура · d6 білий слон · g6 чорний пішак · g5 білий пішак · h5 чорний кінь · b1 чорний слон | d8 білий король · g8 чорний король · c7 біла тура · d6 білий слон · g6 чорний пішак · g5 білий пішак · h5 чорний кінь · b1 чорний слон | d8 білий король · g8 чорний король · c7 біла тура · d6 білий слон · g6 чорний пішак · g5 білий пішак · h5 чорний кінь · b1 чорний слон | 6 |
| 5 | d8 білий король · g8 чорний король · c7 біла тура · d6 білий слон · g6 чорний пішак · g5 білий пішак · h5 чорний кінь · b1 чорний слон | d8 білий король · g8 чорний король · c7 біла тура · d6 білий слон · g6 чорний пішак · g5 білий пішак · h5 чорний кінь · b1 чорний слон | d8 білий король · g8 чорний король · c7 біла тура · d6 білий слон · g6 чорний пішак · g5 білий пішак · h5 чорний кінь · b1 чорний слон | d8 білий король · g8 чорний король · c7 біла тура · d6 білий слон · g6 чорний пішак · g5 білий пішак · h5 чорний кінь · b1 чорний слон | d8 білий король · g8 чорний король · c7 біла тура · d6 білий слон · g6 чорний пішак · g5 білий пішак · h5 чорний кінь · b1 чорний слон | d8 білий король · g8 чорний король · c7 біла тура · d6 білий слон · g6 чорний пішак · g5 білий пішак · h5 чорний кінь · b1 чорний слон | d8 білий король · g8 чорний король · c7 біла тура · d6 білий слон · g6 чорний пішак · g5 білий пішак · h5 чорний кінь · b1 чорний слон | d8 білий король · g8 чорний король · c7 біла тура · d6 білий слон · g6 чорний пішак · g5 білий пішак · h5 чорний кінь · b1 чорний слон | 5 |
| 4 | d8 білий король · g8 чорний король · c7 біла тура · d6 білий слон · g6 чорний пішак · g5 білий пішак · h5 чорний кінь · b1 чорний слон | d8 білий король · g8 чорний король · c7 біла тура · d6 білий слон · g6 чорний пішак · g5 білий пішак · h5 чорний кінь · b1 чорний слон | d8 білий король · g8 чорний король · c7 біла тура · d6 білий слон · g6 чорний пішак · g5 білий пішак · h5 чорний кінь · b1 чорний слон | d8 білий король · g8 чорний король · c7 біла тура · d6 білий слон · g6 чорний пішак · g5 білий пішак · h5 чорний кінь · b1 чорний слон | d8 білий король · g8 чорний король · c7 біла тура · d6 білий слон · g6 чорний пішак · g5 білий пішак · h5 чорний кінь · b1 чорний слон | d8 білий король · g8 чорний король · c7 біла тура · d6 білий слон · g6 чорний пішак · g5 білий пішак · h5 чорний кінь · b1 чорний слон | d8 білий король · g8 чорний король · c7 біла тура · d6 білий слон · g6 чорний пішак · g5 білий пішак · h5 чорний кінь · b1 чорний слон | d8 білий король · g8 чорний король · c7 біла тура · d6 білий слон · g6 чорний пішак · g5 білий пішак · h5 чорний кінь · b1 чорний слон | 4 |
| 3 | d8 білий король · g8 чорний король · c7 біла тура · d6 білий слон · g6 чорний пішак · g5 білий пішак · h5 чорний кінь · b1 чорний слон | d8 білий король · g8 чорний король · c7 біла тура · d6 білий слон · g6 чорний пішак · g5 білий пішак · h5 чорний кінь · b1 чорний слон | d8 білий король · g8 чорний король · c7 біла тура · d6 білий слон · g6 чорний пішак · g5 білий пішак · h5 чорний кінь · b1 чорний слон | d8 білий король · g8 чорний король · c7 біла тура · d6 білий слон · g6 чорний пішак · g5 білий пішак · h5 чорний кінь · b1 чорний слон | d8 білий король · g8 чорний король · c7 біла тура · d6 білий слон · g6 чорний пішак · g5 білий пішак · h5 чорний кінь · b1 чорний слон | d8 білий король · g8 чорний король · c7 біла тура · d6 білий слон · g6 чорний пішак · g5 білий пішак · h5 чорний кінь · b1 чорний слон | d8 білий король · g8 чорний король · c7 біла тура · d6 білий слон · g6 чорний пішак · g5 білий пішак · h5 чорний кінь · b1 чорний слон | d8 білий король · g8 чорний король · c7 біла тура · d6 білий слон · g6 чорний пішак · g5 білий пішак · h5 чорний кінь · b1 чорний слон | 3 |
| 2 | d8 білий король · g8 чорний король · c7 біла тура · d6 білий слон · g6 чорний пішак · g5 білий пішак · h5 чорний кінь · b1 чорний слон | d8 білий король · g8 чорний король · c7 біла тура · d6 білий слон · g6 чорний пішак · g5 білий пішак · h5 чорний кінь · b1 чорний слон | d8 білий король · g8 чорний король · c7 біла тура · d6 білий слон · g6 чорний пішак · g5 білий пішак · h5 чорний кінь · b1 чорний слон | d8 білий король · g8 чорний король · c7 біла тура · d6 білий слон · g6 чорний пішак · g5 білий пішак · h5 чорний кінь · b1 чорний слон | d8 білий король · g8 чорний король · c7 біла тура · d6 білий слон · g6 чорний пішак · g5 білий пішак · h5 чорний кінь · b1 чорний слон | d8 білий король · g8 чорний король · c7 біла тура · d6 білий слон · g6 чорний пішак · g5 білий пішак · h5 чорний кінь · b1 чорний слон | d8 білий король · g8 чорний король · c7 біла тура · d6 білий слон · g6 чорний пішак · g5 білий пішак · h5 чорний кінь · b1 чорний слон | d8 білий король · g8 чорний король · c7 біла тура · d6 білий слон · g6 чорний пішак · g5 білий пішак · h5 чорний кінь · b1 чорний слон | 2 |
| 1 | d8 білий король · g8 чорний король · c7 біла тура · d6 білий слон · g6 чорний пішак · g5 білий пішак · h5 чорний кінь · b1 чорний слон | d8 білий король · g8 чорний король · c7 біла тура · d6 білий слон · g6 чорний пішак · g5 білий пішак · h5 чорний кінь · b1 чорний слон | d8 білий король · g8 чорний король · c7 біла тура · d6 білий слон · g6 чорний пішак · g5 білий пішак · h5 чорний кінь · b1 чорний слон | d8 білий король · g8 чорний король · c7 біла тура · d6 білий слон · g6 чорний пішак · g5 білий пішак · h5 чорний кінь · b1 чорний слон | d8 білий король · g8 чорний король · c7 біла тура · d6 білий слон · g6 чорний пішак · g5 білий пішак · h5 чорний кінь · b1 чорний слон | d8 білий король · g8 чорний король · c7 біла тура · d6 білий слон · g6 чорний пішак · g5 білий пішак · h5 чорний кінь · b1 чорний слон | d8 білий король · g8 чорний король · c7 біла тура · d6 білий слон · g6 чорний пішак · g5 білий пішак · h5 чорний кінь · b1 чорний слон | d8 білий король · g8 чорний король · c7 біла тура · d6 білий слон · g6 чорний пішак · g5 білий пішак · h5 чорний кінь · b1 чорний слон | 1 |
|   | a | b | c | d | e | f | g | h |   |

## Результати
|                        | 1 | 2 | 3 | 4 | 5 | 6 | 7 | 8 | 9 | 10 | 11 | 12 | 13 | 14 | 15 | 16 | 17 | 18 | 19 | 20 | 21 | 22 | 23 | 24 | Очки |
| ---------------------- | - | - | - | - | - | - | - | - | - | -- | -- | -- | -- | -- | -- | -- | -- | -- | -- | -- | -- | -- | -- | -- | ---- |
| Анатолій Карпов (СРСР) | ½ | 0 | ½ | ½ | ½ | ½ | 1 | ½ | ½ | ½  | ½  | ½  | ½  | ½  | ½  | 0  | 1  | 0  | ½  | 0  | ½  | ½  | 1  | ½  | 11½  |
| Гаррі Каспаров (СРСР)  | ½ | 1 | ½ | ½ | ½ | ½ | 0 | ½ | ½ | ½  | ½  | ½  | ½  | ½  | ½  | 1  | 0  | 1  | ½  | 1  | ½  | ½  | 0  | ½  | 12½  |